# Quique Hernández
Enrique Hernández Martí (Anna, Valencia, España; 30 de octubre de 1958) es un entrenador de fútbol español.

## Carrera futbolística
Hernández comenzó su carrera como técnico dirigiendo a la UD Quart de Poblet con apenas 22 años, debido a una lesión siendo futbolista. Durante los siguientes 20 años, con la excepción de la temporada 1995-96 con la UD Almería, en Segunda División (a la que dirigió durante 16 jornadas), él entrenó exclusivamente en su tierra natal, en la Comunidad Valenciana, en clubes de ligas inferiores en su mayoría.
En 1991, debutó en Segunda División A al frente del CD Castellón, pero dimitió antes de finalizar la temporada, con el equipo en 12.º puesto tras 32 jornadas. Poco después, fichó por el Hércules CF, al que ascendió a Segunda División y lo dejó en una cómoda 7.ª posición en la categoría de plata. Su siguiente destino fue el Elche, con el que no pudo conseguir otro ascenso. Regresó a Segunda A en 1995 para hacerse cargo de la UD Almería, a la que entrenó durante 4 meses.
En la Liga 1996-1997, Hernández fue uno de los tres técnicos del Hércules CF, que finalmente sufrió el descenso a Segunda A, y Quique fue cesado poco después de comenzar la siguiente temporada. Regresó al Castellón en 1999, pero dimitió en enero de 2000, tras una mala racha de una sola victoria en 14 jornadas que dejó al equipo en tierra de nadie en la clasificación.
También trabajó con cuatro equipos en la Segunda División en la década de 2000: UE Lleida, CD Numancia, Recreativo de Huelva y Albacete Balompié, descendiendo a Segunda B con el conjunto catalán y ascendiendo a Primera con el club soriano. Entremedias, en 2005, asumió el reto de ascender al Córdoba CF, pero los resultados no le acompañaron y fue despedido tras sólo 4 meses en el cargo.
Desde 2007 y hasta 2010 (en diferentes etapas), Hernández entrenó en Grecia, llevando al Aris Salónica Fútbol Club a la sexta posición en la Superliga de Grecia, y sufriendo el descenso con el Levadiakos FC -al que ya había dirigido brevemente en la campaña 2006-07-.
A finales de 2011, regresó a su país y firmó por la SD Huesca, en Segunda División. Pese a que le costó mucho hacer al equipo funcionar, terminó la temporada 2011-12 consiguiendo el objetivo de la permanencia y obteniendo una buena posición en la clasificación. Sin embargo, no siguió en el club aragonés.
En octubre de 2012, se anuncia su contratación como nuevo técnico del Hércules CF para el resto de la temporada 2012-13, siendo esta su tercera etapa en el equipo alicantino. Al igual que en la temporada anterior, se hizo cargo de un equipo situado en las últimas posiciones con el objetivo de lograr la permanencia, y aunque necesitó bastante tiempo, salió de los puestos de descenso en la jornada 35 y terminó certificando la salvación. Tras esta temporada en la que el técnico valenciano se convirtió en el técnico que más partidos ha dirigido al Hércules, prolongó su contrato con el club. Sin embargo, el equipo alicantino seguía luchando por no descender en la temporada 2013-14, y tras 37 jornadas, Hernández fue destituido, dejando al Hércules en el último lugar de la clasificación tras 4 derrotas consecutivas. Su sustituto, Slaviša Jokanović, no logró evitar el descenso. 
En 2016, fue director deportivo del PAE Veria griego.
El 13 de febrero de 2018 fue elegido presidente del Hércules CF. En enero de 2019, presentó su dimisión como máximo mandatario de la entidad.

## Clubes y estadísticas

### Como entrenador
| Club                                 | País   | Año       |
| ------------------------------------ | ------ | --------- |
| UD Quart de Poblet                   | España | 1981-1982 |
| UD Alzira                            | España | 1982-1983 |
| UD Alzira                            | España | 1983-1984 |
| UD Alzira                            | España | 1984      |
| CD Añcoyano                          | España | 1984-1985 |
| CF Gandía                            | España | 1985-1986 |
| Olímpic de Xàtiva                    | España | 1986-1987 |
| Levante UD                           | España | 1987-1988 |
| Benidorm CF                          | España | 1988-1989 |
| Benidorm CF                          | España | 1989-1990 |
| Benidorm CF                          | España | 1990-1991 |
| CD Castellón                         | España | 1991-1992 |
| Hércules CF                          | España | 1992-1993 |
| Hércules CF                          | España | 1993-1994 |
| Elche CF                             | España | 1994-1995 |
| UD Almería                           | España | 1995-1996 |
| Hércules CF                          | España | 1996-1997 |
| Hércules CF                          | España | 1997      |
| CD Castellón                         | España | 1999-2000 |
| Unió Esportiva Lleida                | España | 2001      |
| Selección de la Comunitat Valenciana | España | 2002-2003 |
| CD Numancia                          | España | 2003-2004 |
| Recreativo de Huelva                 | España | 2004-2005 |
| Córdoba CF                           | España | 2005      |
| Selección de la Comunitat Valenciana | España | 2006      |
| Aris Salónica FC                     | Grecia | 2007      |
| Albacete Balompié                    | España | 2007-2008 |
| Aris Salónica FC                     | Grecia | 2008-2009 |
| Levadiakos FC                        | Grecia | 2009-2010 |
| SD Huesca                            | España | 2011-2012 |
| Hércules CF                          | España | 2012-2014 |
| PAE Veria                            | Grecia | 2014-2015 |